# Kacze opowieści (serial animowany 1987)
Kacze opowieści (ang. DuckTales; inne tłum. Siostrzeńcy Kaczora Donalda) – serial animowany wytwórni The Walt Disney Company, emitowany od 18 września 1987 do 28 listopada 1990 roku. W Polsce został po raz pierwszy wyemitowany od lipca 1989 do czerwca 1993 roku przez TVP 1, najpierw z lektorem, później z dubbingiem.
Poszczególne odcinki serialu są oparte przede wszystkim na komiksach Carla Barksa, dlatego też pojawiają się tu komiksowe postacie stworzone przez niego, a nieobecne w innych produkcjach Disneya, jak Bracia Be, Goguś Kwabotyn czy Granit Forsant. Część jest inspirowana klasycznymi dziełami literackimi i filmowymi. W przeciwieństwie do innych filmów wytwórni, Kaczor Donald jest tu postacią trzecioplanową. W pierwszej serii wystąpił tylko w 8 odcinkach. Głównymi postaciami serialu są Sknerus McKwacz oraz siostrzeńcy Donalda.
W roku 1991 nakręcono serial Darkwing Duck (Agent Kuper), w którym kontynuowany był wątek Śmigacza McKwaka oraz Robokwaka. Natomiast w roku 1990 powstał film pełnometrażowy Kacze opowieści: Poszukiwacze zaginionej lampy.
25 lutego 2015 roku ogłoszono, że w 2017 r. powstanie nowa wersja Kaczych opowieści. Premiera serialu odbyła się 12 sierpnia 2017 roku na amerykańskim kanale Disney XD. Regularna emisja serialu w USA rozpoczęła się 23 września 2017 roku.

## Odcinki
Serial liczy 100 odcinków podzielonych na dwie serie. W pierwszej serii pojawiają się: Kaczor Donald, Hyzio, Dyzio i Zyzio, Sknerus McKwacz, Śmigacz McKwak, pani Dziobek, Tasia, Cezar, Kaczuch, Granit Forsant, Bracia Be, Magika De Czar, Diodak, i Edgar.

## Spis odcinków
| Nr             | Polski tytuł (Stary dubbing)                                            | Polski tytuł (Nowy dubbing)                    | Angielski tytuł                                    |
| -------------- | ----------------------------------------------------------------------- | ---------------------------------------------- | -------------------------------------------------- |
|                |                                                                         |                                                |                                                    |
| Seria pierwsza |                                                                         |                                                |                                                    |
|                |                                                                         |                                                |                                                    |
| 01             | Bitwa o statek                                                          | Bitwa o statek                                 | Don’t Give Up the Ship                             |
|                |                                                                         |                                                |                                                    |
| 02             | Skarb utracony                                                          | Urąganie w Urągwaju                            | Wronguay In Ronguay                                |
|                |                                                                         |                                                |                                                    |
| 03             | Trzy dni Kondora                                                        | Trzy dni Kondora                               | Three Ducks of the Condor                          |
|                |                                                                         |                                                |                                                    |
| 04             | Kaczka na zimno                                                         | Kaczka na zimno                                | Cold Duck                                          |
|                |                                                                         |                                                |                                                    |
| 05             | Co za dużo, to nie złoto                                                | Co za dużo, to nie złoto                       | Too Much of a Gold Thing                           |
|                |                                                                         |                                                |                                                    |
| 06             | Oszust oszukany                                                         | Inwazja klonów                                 | Send in the Clones                                 |
|                |                                                                         |                                                |                                                    |
| 07             | Każdy ma Sfinksa                                                        | Pamiątka ze Sfinksem                           | Sphinx for the Memories                            |
|                |                                                                         |                                                |                                                    |
| 08             | Gwiazdor wśród gwiazd                                                   | Pierwsze kaczki w kosmosie                     | Where No Duck Has Gone Before                      |
|                |                                                                         |                                                |                                                    |
| 09             | Armstrong                                                               | Armstrong                                      | Armstrong                                          |
|                |                                                                         |                                                |                                                    |
| 10             | Roboty do roboty                                                        | Bunt maszyn                                    | Robot Robbers                                      |
|                |                                                                         |                                                |                                                    |
| 11             | W cieniu cienia                                                         | Walka z cieniem                                | Magica’s Shadow War                                |
|                |                                                                         |                                                |                                                    |
| 12             | Kto jest Panem Dżina?                                                   | Kto jest panem dżina?                          | Master of the Djinni                               |
|                |                                                                         |                                                |                                                    |
| 13             | Hotel Kaczylton                                                         | Hotel Kaczylton                                | Hotel Strangeduck                                  |
|                |                                                                         |                                                |                                                    |
| 14             | Korona Czyngis-Chana                                                    | Korona Dżyngis-chana                           | Lost Crown of Genghis Khan                         |
|                |                                                                         |                                                |                                                    |
| 15             | Kaczor w Akwatraz                                                       | Ucieczka z Akwatraz                            | Duckman of Aquatraz                                |
|                |                                                                         |                                                |                                                    |
| 16             | Jak pryskali Bracia Be                                                  | Jak pryskali Bracia Be                         | The Money Vanishes                                 |
|                |                                                                         |                                                |                                                    |
| 17             | Sir Diodak z Maszylandii                                                | Sir Diodak z Maszylandii                       | Sir Gyro de Gearloose                              |
|                |                                                                         |                                                |                                                    |
| 18             | Kacze dinozaury                                                         | Kaczozaury                                     | Dinosaur Ducks                                     |
|                |                                                                         |                                                |                                                    |
| 19             | Bohater do wynajęcia                                                    | Bohater do wzięcia                             | Hero for Hire                                      |
|                |                                                                         |                                                |                                                    |
| 20             | Superptak                                                               | Superlot                                       | Superdoo!                                          |
|                |                                                                         |                                                |                                                    |
| 21             | Pierwsza dama wikingów                                                  | Pierwsza dama wikingów                         | Maid of the Myth                                   |
|                |                                                                         |                                                |                                                    |
| 22             | Fortuna kołem się toczy                                                 | Fortuna kołem się toczy                        | Down & Out in Duckburg                             |
|                |                                                                         |                                                |                                                    |
| 23             | Wiele hałasu o McKwacza                                                 | Wiele hałasu o Sknerusa                        | Much Ado About Scrooge                             |
|                |                                                                         |                                                |                                                    |
| 24             | Wysokie loty                                                            | Śmigły As                                      | Top Duck                                           |
|                |                                                                         |                                                |                                                    |
| 25             | Perła mądrości                                                          | Perła mądrości                                 | Pearl of Wisdom                                    |
|                |                                                                         |                                                |                                                    |
| 26             | Przeklęte zamczysko                                                     | Przeklęte zamczysko                            | The Curse of Castle McDuck                         |
|                |                                                                         |                                                |                                                    |
| 27             | Śmigacz zmienia historię                                                | Bitwa pod Kwakridge                            | Launchpad’s Civil War                              |
|                |                                                                         |                                                |                                                    |
| 28             | Słodki zew młodości                                                     | Słodki zew młodości                            | Sweet Duck of Youth                                |
|                |                                                                         |                                                |                                                    |
| 29             | Trzęsienie ziemi                                                        | Wstrząsy                                       | Earth Quack                                        |
|                |                                                                         |                                                |                                                    |
| 30             | Kacza Odyseja                                                           | Kacza Odyseja                                  | Home Sweet Homer                                   |
|                |                                                                         |                                                |                                                    |
| 31             | Tajemnica Trójkąta Bermudzkiego                                         | Tajemnica Trójkąta Bermudzkiego                | Bermuda Triangle Tangle                            |
|                |                                                                         |                                                |                                                    |
| 32             | Nie ma tego małego, co by na mniejsze nie wyszło (VHS: Spotkanie z UFO) | Kosmiczne mikrokaczki                          | Micro Ducks from Outer Space                       |
|                |                                                                         |                                                |                                                    |
| 33             | Znowu w Klondike (VHS: Powrót do Klondike)                              | Powrót do Klondike                             | Back to the Klondike                               |
|                |                                                                         |                                                |                                                    |
| 34             | Koń by się uśmiał                                                       | Zapach konia                                   | Horse Scents                                       |
|                |                                                                         |                                                |                                                    |
| 35             | Ulubieniec Sknerusa (VHS: Niespodzianka dla Sknerusa)                   | Ulubieniec Sknerusa                            | Scrooge’s Pet                                      |
|                |                                                                         |                                                |                                                    |
| 36             | Siła złego na Sknerusa                                                  | Wpuszczeni w kanał                             | A Drain on the Economy                             |
|                |                                                                         |                                                |                                                    |
| 37             | Gruba ryba ma nawet wieloryba                                           | Pływający z waleniami                          | A Whale of a Bad Time                              |
|                |                                                                         |                                                |                                                    |
| 38             | Głębiej niż na dnie                                                     | Akwa kwacze                                    | Aqua Ducks                                         |
|                |                                                                         |                                                |                                                    |
| 39             | Uczciwość na wagę złota                                                 | Cała uwaga na wagę                             | Working for Scale                                  |
|                |                                                                         |                                                |                                                    |
| 40             | Zdobywamy sprawności                                                    | Zdobywamy sprawności                           | Merit-Time Adventure                               |
|                |                                                                         |                                                |                                                    |
| 41             | Złote runo                                                              | Run na runo                                    | The Golden Fleecing                                |
|                |                                                                         |                                                |                                                    |
| 42             | Nie ma to jak na Dzikim Zachodzie                                       | Kaczki na Dzikim Zachodzie                     | Ducks of the West                                  |
|                |                                                                         |                                                |                                                    |
| 43             | Hiper stoper                                                            | Deformator czasu                               | Time Teasers                                       |
|                |                                                                         |                                                |                                                    |
| 44             | Kto nie ufa UFO?                                                        | Kto nie ufa UFO?                               | Back Out in the Outback                            |
|                |                                                                         |                                                |                                                    |
| 45             | Poszukiwanie zaginionej harfy                                           | Poszukiwanie zaginionej harfy                  | Raiders of the Lost Harp                           |
|                |                                                                         |                                                |                                                    |
| 46             | Właściwa kaczka                                                         | Kacza sonda                                    | Ther Right Duck                                    |
|                |                                                                         |                                                |                                                    |
| 47             | Skneruszek                                                              | Skneruszek                                     | Scroogerello                                       |
|                |                                                                         |                                                |                                                    |
| 48             | Podwójny agent                                                          | Agent 00 Kwak                                  | Double-O-Duck                                      |
|                |                                                                         |                                                |                                                    |
| 49             | Kacze szczęście                                                         | Kaczy fart                                     | Luck o’ the Ducks                                  |
|                |                                                                         |                                                |                                                    |
| 50             | Bunt Cezara                                                             | Rewolta Cezara                                 | Duckworth’s Revolt                                 |
|                |                                                                         |                                                |                                                    |
| 51             | Magiczne lustro Magiki, Nagłe zastępstwo                                | Magiczne lustro Magiki, Co to był za mecz      | Magica’s Magic Mirror, Take Me Out of the Ballgame |
|                |                                                                         |                                                |                                                    |
| 52             | Piasek czasu                                                            | Pociąg do przyszłości                          | Duck to the Future                                 |
|                |                                                                         |                                                |                                                    |
| 53             | Król dżungli                                                            | Kaczka na dziko                                | Jungle Duck                                        |
|                |                                                                         |                                                |                                                    |
| 54             | Pierwsza kraksa Śmigacza                                                | Pierwsza kraksa Śmigacza                       | Launchpad’s First Crash                            |
|                |                                                                         |                                                |                                                    |
| 55             | Wybrańcy losu                                                           | Wybrańcy losu                                  | Dime Enough for Luck                               |
|                |                                                                         |                                                |                                                    |
| 56             | Kaczor w żelaznej masce                                                 | Kaczor w żelaznej masce                        | Duck in the Iron Mask                              |
|                |                                                                         |                                                |                                                    |
| 57             | Niezniszczalny Sknerowiec                                               | Niezniszczalny Sknerowiec                      | The Uncrashable Hindentanic                        |
|                |                                                                         |                                                |                                                    |
| 58             | Wyższe sfery                                                            | Wyższe sfery                                   | The Status Seekers                                 |
|                |                                                                         |                                                |                                                    |
| 59             | Pokonaj ten lęk                                                         | Strachy na lachy                               | Nothing to Fear                                    |
|                |                                                                         |                                                |                                                    |
| 60             | Doktor Jekyll i Mister McKwacz                                          | Doktor Jekyll i Mister McKwacz                 | Dr. Jekyll & Mr. McDuck                            |
|                |                                                                         |                                                |                                                    |
| 61             | Prawdziwe bogactwo                                                      | Dawno temu na Kaczym Zachodzie                 | Once Upon a Dime                                   |
|                |                                                                         |                                                |                                                    |
| 62             | Szpieg czuwa                                                            | Urokliwy szpieg                                | Spies in Their Eyes                                |
|                |                                                                         |                                                |                                                    |
| 63             | Skauci na pokładzie                                                     | Wszystkie kaczki na pokładzie                  | All Ducks on Deck                                  |
|                |                                                                         |                                                |                                                    |
| 64             | Przegląd horrorów                                                       | Strach ma wielkie oczy                         | Ducky Horror Picture Show                          |
|                |                                                                         |                                                |                                                    |
| 65             | Dopóki nas siostrzeńcy nie rozdzielą                                    | Póki siostrzeńcy nas nie rozłączą              | Till Nephews Do Us Part                            |
|                |                                                                         |                                                |                                                    |
| Seria druga    |                                                                         |                                                |                                                    |
|                |                                                                         |                                                |                                                    |
| 66             | Czas to pieniądz                                                        | Czas to pieniądz                               | Marking Time                                       |
|                |                                                                         |                                                |                                                    |
| 67             | Kaczor który chciał być królem                                          | Bubba – Pan i Władca                           | The Duck Who Would Be King                         |
|                |                                                                         |                                                |                                                    |
| 68             | Kłopoty z Bubbą                                                         | Bubba – rozrubba                               | Bubba Trubba                                       |
|                |                                                                         |                                                |                                                    |
| 69             | Wyjęty spod prawa                                                       | Ucieczka Kwakstera                             | Ducks on the Lam                                   |
|                |                                                                         |                                                |                                                    |
| 70             | Jaskinia Ali Bubby                                                      | Jaskinia Ali Bubby                             | Ali Bubba’s Cave                                   |
|                |                                                                         |                                                |                                                    |
| 71             | Płynna gotówka                                                          | Płynna gotówka                                 | Liquid Assets                                      |
|                |                                                                         |                                                |                                                    |
| 72             | Zamrożona gotówka                                                       | Zamrożona gotówka                              | Frozen Assets                                      |
|                |                                                                         |                                                |                                                    |
| 73             | Pancerz                                                                 | Stalowy kaczor                                 | Full Metal Duck                                    |
|                |                                                                         |                                                |                                                    |
| 74             | Klub milionerów Braci Be                                                | Bardzo bogaci Bracia Be                        | The Billionaire Beagle Boys Club                   |
|                |                                                                         |                                                |                                                    |
| 75             | Pieniądze do spalenia                                                   | Spalona forsa                                  | Money to Burn                                      |
|                |                                                                         |                                                |                                                    |
| Seria trzecia  |                                                                         |                                                |                                                    |
|                |                                                                         |                                                |                                                    |
| 76             | Kraina Tra-la-la                                                        | Kraina Tra-la-la                               | The Land of Trala La                               |
|                |                                                                         |                                                |                                                    |
| 77             | Dzień wypłaty kieszonkowego                                             | Dzień wypłaty kieszonkowego                    | Allowance Day                                      |
|                |                                                                         |                                                |                                                    |
| 78             | Bobbeo i Julia                                                          | Bubba i Lubba                                  | Bubbeo & Juliet                                    |
|                |                                                                         |                                                |                                                    |
| 79             | Dobre złodziejki                                                        | Porywacze ciotki                               | The Good Muddahs                                   |
|                |                                                                         |                                                |                                                    |
| 80             | Moja mama stała się wizjonerką                                          | Moja mama jest wróżką                          | My Mother the Psychic                              |
|                |                                                                         |                                                |                                                    |
| 81             | Metalowe zauroczenie                                                    | Metalowe zauroczenie                           | Metal Attraction                                   |
|                |                                                                         |                                                |                                                    |
| 82             | Łatwy pieniądz                                                          | Łatwy pieniądz                                 | Dough Ray Me                                       |
|                |                                                                         |                                                |                                                    |
| 83             | Wielka burza w głowie Bubby                                             | Burza w głowie Bubby                           | Bubba’s Big Brainstorm                             |
|                |                                                                         |                                                |                                                    |
| 84             | Reklama czyni cuda                                                      | Reklama czyni cuda                             | The Big Flub                                       |
|                |                                                                         |                                                |                                                    |
| 85             | Fałszywe wcielenie                                                      | Qui pro kwa                                    | A Case of Mistaken Secret Identity                 |
|                |                                                                         |                                                |                                                    |
| 86             | Sknerus robotnikiem                                                     | Sknerus – robotnik                             | Blue Collar Scrooge                                |
|                |                                                                         |                                                |                                                    |
| 87             | Bandzioromania                                                          | Bebemania                                      | Beaglemania                                        |
|                |                                                                         |                                                |                                                    |
| 88             | Młodzi biznesmeni                                                       | Kwapisony                                      | Yuppy Ducks                                        |
|                |                                                                         |                                                |                                                    |
| 89             | Małżeństwo z rozsądku                                                   | Poślubiony mafii                               | The Bride Wore Stripes                             |
|                |                                                                         |                                                |                                                    |
| 90             | Niezniszczalny skarbiec                                                 | Mój skarbiec, to moja twierdza                 | The Unbreakable Bin                                |
|                |                                                                         |                                                |                                                    |
| 91             | Wielka mała Tasia                                                       | Tasia – wersja Kingsajz                        | Attack of the Fifty-Foot Webby                     |
|                |                                                                         |                                                |                                                    |
| 92             | Zamaskowany Kaczman                                                     | Kupeman                                        | The Masked Mallard                                 |
|                |                                                                         |                                                |                                                    |
| 93             | Kaczy dzień świętego Walentego                                          | Boskie zauroczenie                             | A DuckTales Valentine (Amour or Less)              |
|                |                                                                         |                                                |                                                    |
| Seria czwarta  |                                                                         |                                                |                                                    |
|                |                                                                         |                                                |                                                    |
| 94             | W kaczych górach                                                        | Góry kaczyste                                  | Ducky Mountain High                                |
|                |                                                                         |                                                |                                                    |
| 95             | Atak metalowych robaków                                                 | Atak metalowej stonki                          | Attack of the Metal Mites                          |
|                |                                                                         |                                                |                                                    |
| 96             | Kaczor, który wiedział za dużo                                          | Kaczor, który wiedział za dużo                 | The Duck Who Knew Too Much                         |
|                |                                                                         |                                                |                                                    |
| 97             | New robo-kids on the block                                              | Kompleksowa kombinacja kombinezonu             | New Gizmo-Kids on the Block                        |
|                |                                                                         |                                                |                                                    |
| 98             | Ostatnia przygoda Sknerusa                                              | Ostatnia przygoda Sknerusa                     | Scrooge’s Last Adventure                           |
|                |                                                                         |                                                |                                                    |
| 99             | Złota Gęś                                                               | Złota Gęś                                      | The Golden Goose                                   |
| 100            | Złota Gęś                                                               | Złota Gęś                                      | The Golden Goose                                   |
|                |                                                                         |                                                |                                                    |
| FILM           |                                                                         |                                                |                                                    |
|                |                                                                         |                                                |                                                    |
| F1             | Kacze opowieści. Poszukiwacze zaginionej lampy                          | Kacze opowieści. Poszukiwacze zaginionej lampy | DuckTales – The Movie: Treasure of the Lost Lamp   |
|                |                                                                         |                                                |                                                    |

## Dodatkowe informacje

### Odcinki nawiązuje do komiksów Carla Barksa
Niektóre odcinki „Kaczych Opowieści” były inspirowane mniej lub bardziej komiksami Carla Barksa.
Oto lista odcinków, które nawiązywały do jego komiksów:
- odcinek „Powrót do Klondike” (w wersji na VHS: „Znowu w Klondike”) nawiązuje do komiksu o tym samym tytule[8] (Kaczor Donald 2012/9-10)
- odcinek „Trzęsienie ziemi” (w nowym dubbingu: „Wstrząsy”) nawiązuje do komiksu „Land Beneath the Ground!”[9]
- odcinek „Słodki zew młodości” nawiązuje do komiksu „That’s No Fable!”[10]
- odcinek „Nie ma tego małego, co by na mniejsze nie wyszło” (w nowym dubbingu: „Kosmiczne mikroczaki”) nawiązuje do komiksu „Mikrokaczki nie z tej Ziemi”[11]
- odcinek „Korona Czyngis-Chana” nawiązuje do komiksu „The Lost Crown of Genghis Khan!”[12]
- odcinek „Roboty do roboty” (w nowym dubbingu: „Bunt maszyn”) nawiązuje do komiksu „The Giant Robot Robbers”[13]
- odcinek „Złote runo” (w nowym dubbingu: „Run na runo”) nawiązuje do komiksu „The Golden Fleecing”[14]
- odcinek „Fortuna kołem się toczy” nawiązuje do komiksu „The Round Money Bin”[15]
- odcinek „Wyższe sfery” nawiązuje do komiksu „The Status Seeker”[16]
- odcinek „Kraina Tra-la-la” nawiązuje do komiksu „Moja snów dolina”[17] (Kaczor Donald 2009/19)
- odcinek „Niezniszczalny skarbiec” (w nowym dubbingu „Mój skarbiec to moja twierdza”) nawiązuje do komiksu „The Unsafe Safe”[18]
- odcinek „Ulubieniec Sknerusa” (w wersji na VHS: „Niespodzianka dla Sknerusa”) nawiązuje do komiksu „The Lemming with the Locket”[19][20]
- odcinek „Płynna gotówka” nawiązuje do komiksu[21] „Only A Poor Old Man”[22] i do komiksu „Hamulec postępu”[23] (Kaczor Donald 2014-11)
- odcinek „Głębiej niż na dnie” (w nowym dubbingu „Akwa kwacze”) nawiązuje do komiksu „Lost Beneath the Sea”[24]